# Santa Bárbara Fútbol Club
El Santa Bárbara F. C. es un equipo de fútbol que juega en la Cuarta División Nacional de Costa Rica (Tercera División Aficionada de LINAFA - Zona Región 9 Heredia).

## Historia
El equipo se fundó en julio del 2022, bajo la presidencia del representante de jugadores, visor, asesor deportivo de origen ucraniana y portuguesa, Remy Mucondo, como la consecuencia de la desaparición de la A. D. Barbareña en el año del 2005, cuándo el actual Puntarenas F. C. adquirió dicha franquicia. Es por eso que por la falta de un proyecto deportivo fuerte y ambicioso, Santa Bárbara F. C. se fundó en base a la historia y los colores de un cantón referente del balompié nacional, habiendo debutado en la Tercera División Aficionada de LINAFA - Región 9 de Heredia en septiembre del 2022 y obteniendo el bicampeonato (Apertura 2022 y Clausura 2023), posteriormente el subcampeonato del Apertura 2023.

## Jugadores

### Jugadores destacados
| - Andrey Molina - Bryan "Pitbull" Sánchez - Alejandro Rodríguez - Óscar "Dinho" Zúñiga - Tomás Fonseca - Kevin Aguilar | - Agustín Zamora - Óscar "Ficha" Álvarez - Warlen Agüero - Jeremy León - Armando Chavarría |

## Entrenadores
Se muestra un listado de directores técnicos que han dirigido al equipo.
| - Ronald Araya (2022-2023) - Ramón Hernández (2023) - Juan Luis Valverde (2023-2024) - Ramón Hernández (2024-act) |

## Palmarés

### Títulos nacionales
| Competiciones nacionales                                 | Títulos          | Subcampeonatos |
| -------------------------------------------------------- | ---------------- | -------------- |
| Tercera División de LINAFA - Zona Región 9 Heredia (2/1) | AP-2022, CL-2023 | AP-2023        |